# جون طومسون (ممثل)
جون طومسون (بالإنجليزية: John Thomson)‏ هو كاتب سيناريو وممثل بريطاني، ولد في 2 أبريل 1969 بسالفورد في المملكة المتحدة.

## أعمال

### أفلام
- (2016) غريمسبي[4]

### مسلسلات
- عقول إجرامية

## وصلات خارجية
- جون طومسون على موقع IMDb (الإنجليزية)
- جون طومسون على موقع ألو سيني (الفرنسية)
- جون طومسون على موقع ميوزك برينز (الإنجليزية)
- جون طومسون على موقع أول موفي (الإنجليزية)
- جون طومسون على موقع قاعدة بيانات الأفلام السويدية (السويدية)
- جون طومسون على موقع ديسكوغز (الإنجليزية)
- جون طومسون على موقع قاعدة بيانات الفيلم (الإنجليزية)
- جون طومسون على موقع كينوبويسك (الروسية)